# Pygeum fragrans
Pygeum fragrans är en rosväxtart som beskrevs av Adolph Daniel Edward Elmer. Pygeum fragrans ingår i släktet Pygeum och familjen rosväxter. Inga underarter finns listade i Catalogue of Life.